# Ventura Barcaiztegui y Urbina
Ventura Barcaiztegui y Urbina ( San Sebastián 1756 -  Madrid 1816) fue un militar, marino  y científico español  que cartografió  y realizó  trabajos hidrográficos en la costa oriental de Cuba.

## Biografía
Nació en San Sebastián, municipio  del País Vasco al norte de España.
Entró de guardia marina en la Compañía de Cádiz en 1776 trasladándose a la de Cartagena en 1777.
En 1778 era alférez de fragata bajo las órdenes de José de Mazarredo y en 1782, siendo teniente  de fragata, realizó un viaje a Cartagena de Indias bajo el mando de Federico Gravina.
En 1783 ocupó el cargo de ayudante de la Compañía de Guardia Marinas de Cartagena durante 5 años.
En esos años, José Mazarredo impulsó un plan general de reconocimiento y cartografía del área del Caribe. Para ello contó un reducido grupo de oficiales  marinos - científicos del que Ventura formó parte.
Es reseñable que , dadas las cualidades marinas y científicas de Ventura, Alejandro Malaspina quiso enrolarlo para su expedición alrededor del mundo prevista en 1789 pero Ventura siguió con el proyecto ´de Mazarredo en Cuba.

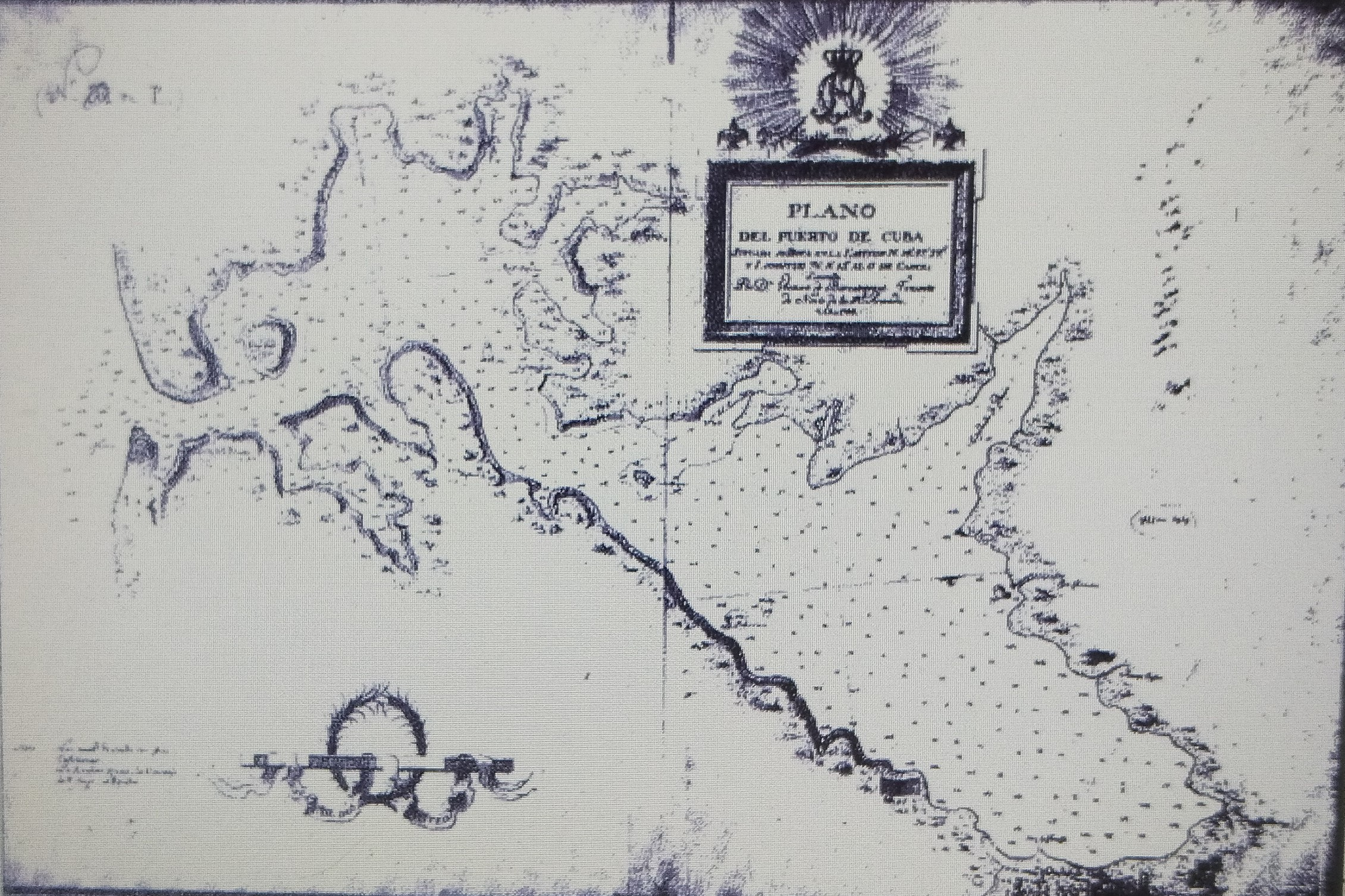
Plano del puerto de Santiago de Cuba por V. Barcaiztegui. Museo Naval de Madrid.

En éste marco se organizó una expedición comandada por el propio Ventura Barcaiztegui en el paquebote Santa Casilda que partió   en 1790 desde Cádiz.
Su misión era  la búsqueda de madera para la construcción naval  y el estudio hidrográfico  de la costa oriental de Cuba. Fue declarada una misión secreta.
Tras muchas adversidades consiguieron levantar los planos de los puertos desde Punta Maisi hasta el puerto de Nievitas.
En enero de 1793 la expedición regresó a España y fue ascendido a Capitán de fragata.
En 1795 regresó a América al mando de una fragata y en 1796 prestó sus servicios en las Islas Filipinas donde fue nombrado comandante de marina de Manila hasta 1813.
Tuvo dos familiares destacados en el campo náutico y militar: su hermano José Barcaiztegui Urbina y su sobrino Ventura Barcaiztegui Donamaría.